# Étienne Delcher
Étienne Delcher (né à Brioude le 29 décembre 1732 et mort à Brioude le 17 août 1806) est un ecclésiastique qui fut évêque constitutionnel de la Haute-Loire de 1791 à 1801.

## Biographie
Étienne Delcher est issu d'une famille bourgeoise originaire de la paroisse de Paulhac. Destiné à l'Église, il fait ses études au collège de Brioude puis aux séminaires de Saint-Flour et de Cahors et il obtient sa maîtrise ès arts de l'université de cette ville. Il rejoint ensuite le séminaire des jésuites de Toulouse et il est successivement licencié et docteur en théologie. Tonsuré en 1752, il reçoit les ordres mineurs et le diaconat en 1754 et il est ordonné prêtre en 1755. Il revient alors à Brioude où il devient chanoine de Saint-Julien puis curé-doyen de Saint-Pierre.
Lors de la Révolution française comme les autres membres de sa famille, il adhère aux idées nouvelles. Son frère cadet Joseph Étienne Delcher (1752-1812) est d'ailleurs député à l'Assemblée législative (1791-1792) puis à la Convention Nationale (1792-1795).
Étienne prête le serment constitutionnel le 20 juin 1790 et il se fait élire évêque constitutionnel du diocèse de la Haute-Loire le 21 mars 1791 et il est sacré à Paris le 3 avril 1791. Pendant la Terreur, il endure des persécutions mais ne se démet pas de son épiscopat, il est même emprisonné le 14 mai 1794. En 1795, il intervient auprès de Henri Grégoire et réintègre son diocèse et reprend possession de l'église Saint-Julien de Brioude le 12 juillet. Il se rend même au Puy-en-Velay en 1796 pour y célébrer le jubilé. Il ne participe par au Concile national de 1797 car malade, il se contente d'envoyer une procuration en blanc. Il est encore malade lors du concile de 1801 mais dans un synode, il prépare le futur Concordat de 1801. Il se démet le 23 août 1801 et souhaite la bienvenue à Jean-Éléonore Montanier de Belmont, l'évêque concordataire de Saint-Flour qui annexe son diocèse et lui donne l'absolution. Il se retire à Brioude chez son frère devenu président du tribunal civil de Brioude et il y meurt le 17 août 1806 sans s'être officiellement rétracté.